# ایستگاه راه‌آهن مرکزی ورشو
ایستگاه راه‌آهن مرکزی ورشو (انگلیسی: Warszawa Centralna railway station) ایستگاه راه‌آهن اصلی در ورشو، لهستان است.
این ایستگاه که در سال ۱۹۷۵ تأسیس شده به خط راه‌آهن سراسری یوروسیتی اروپا متصل است.

## نگارخانه

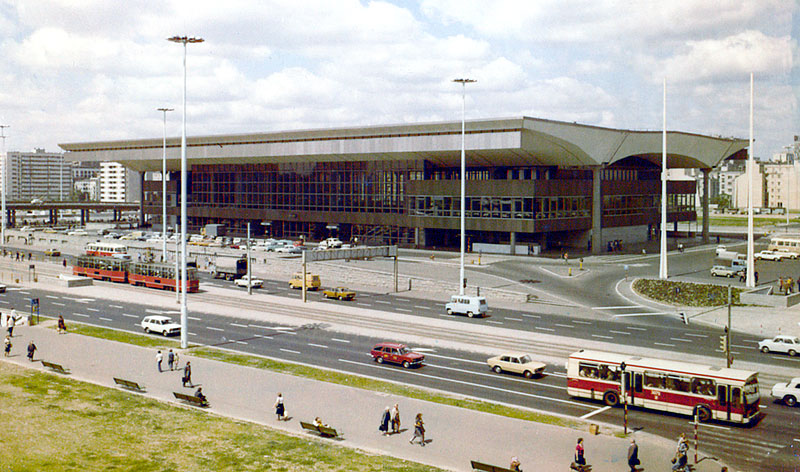
۱۹۷۵
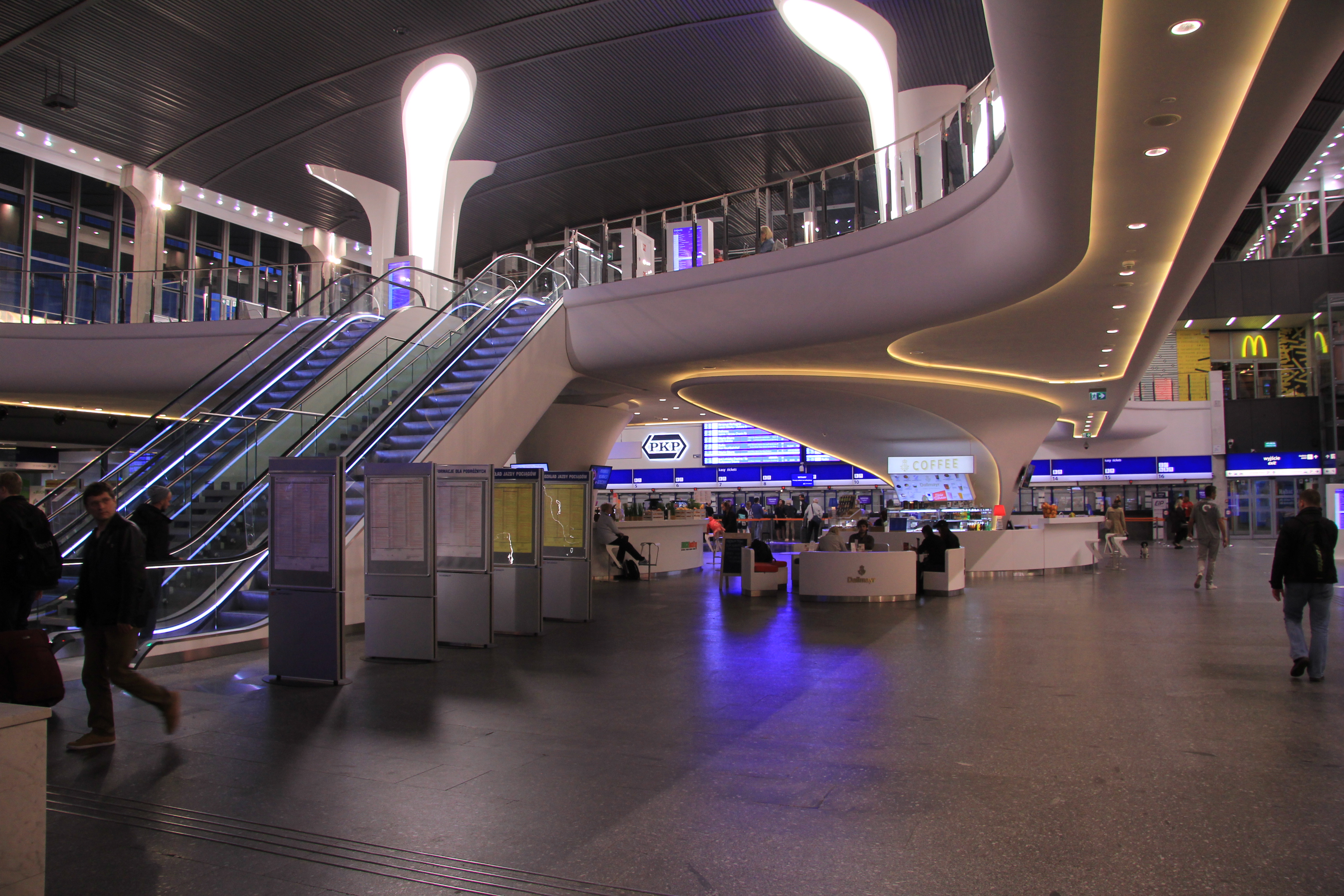
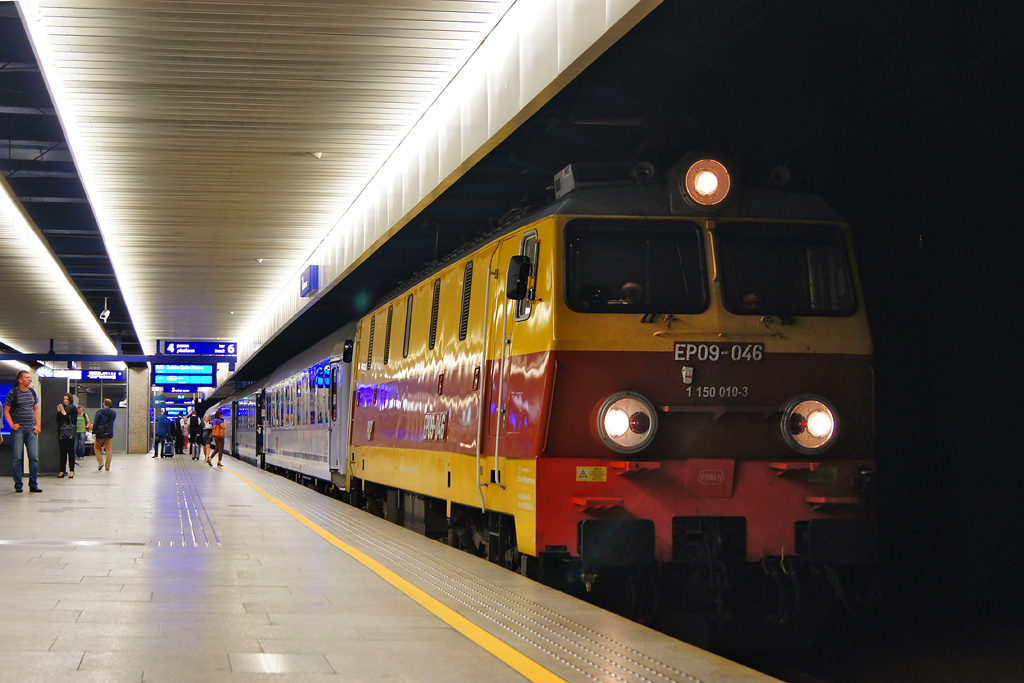
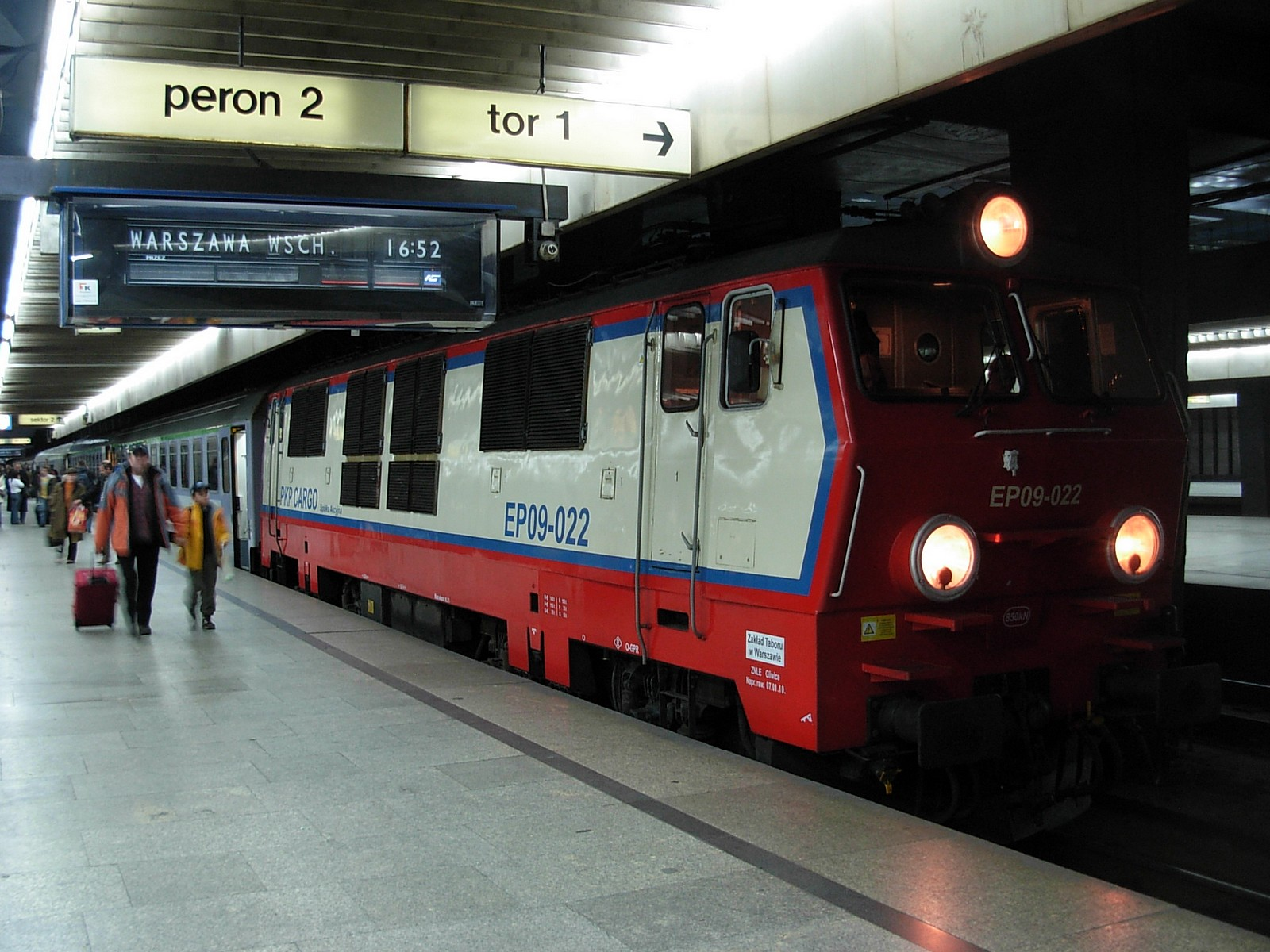
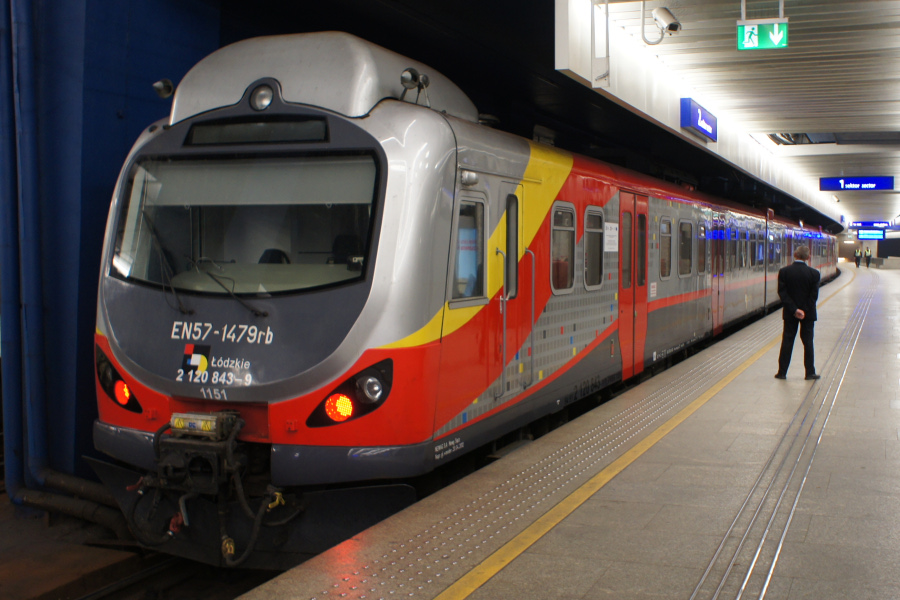
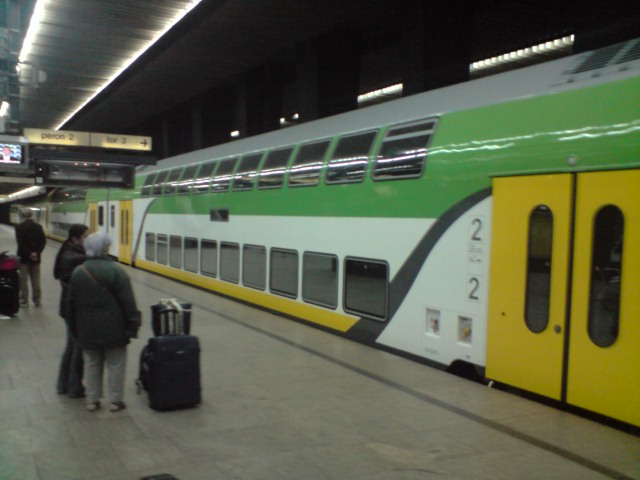
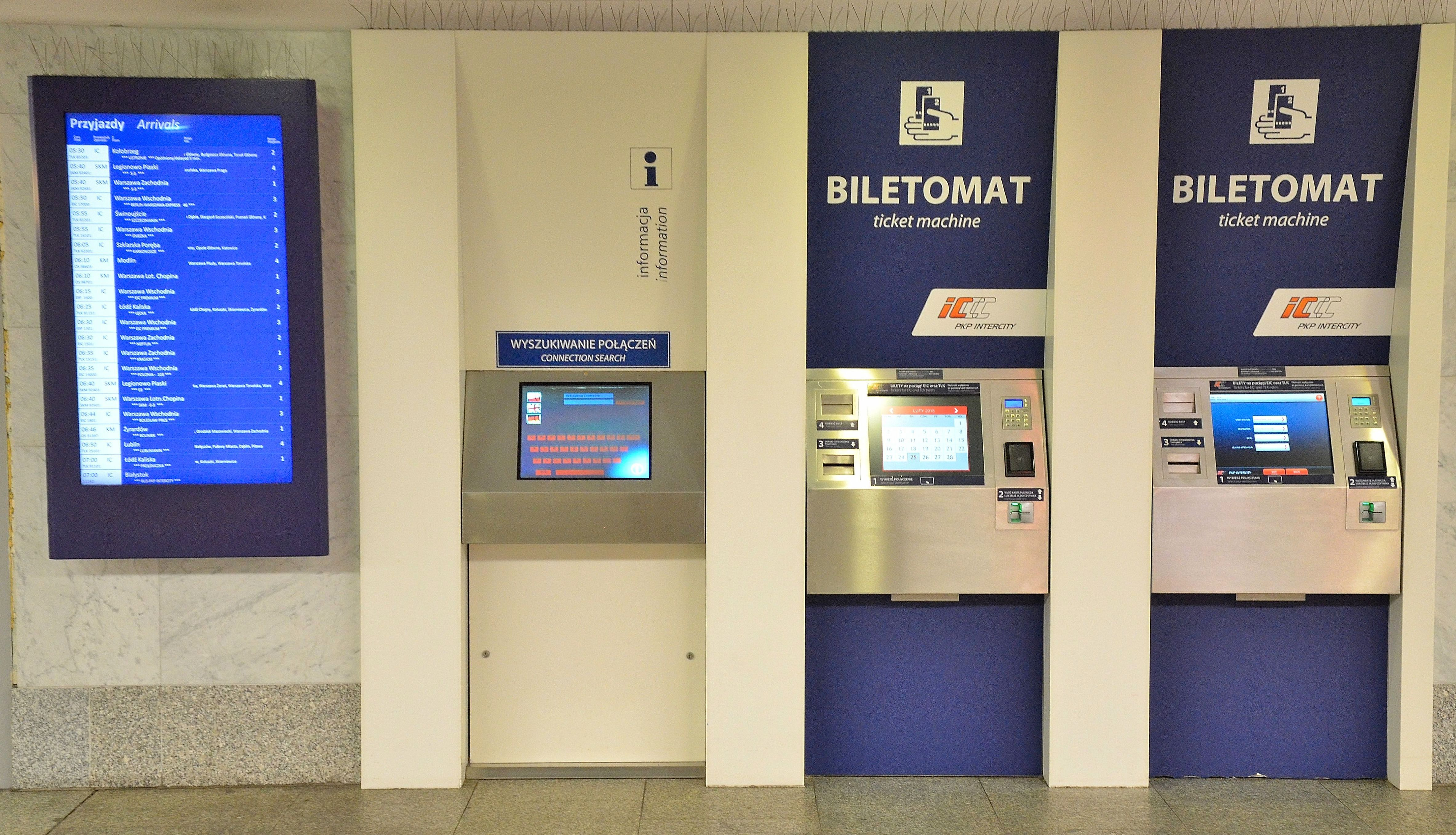
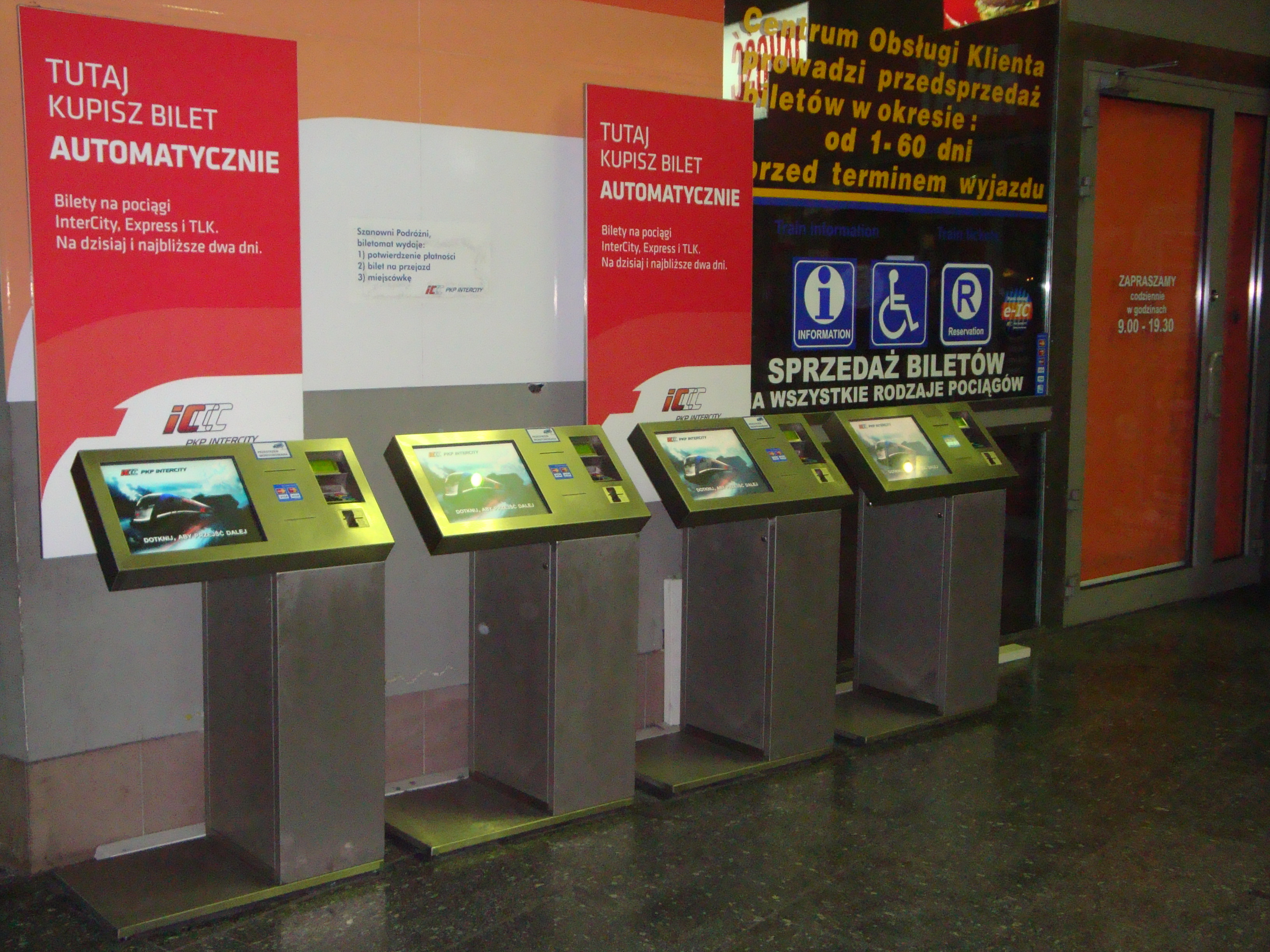
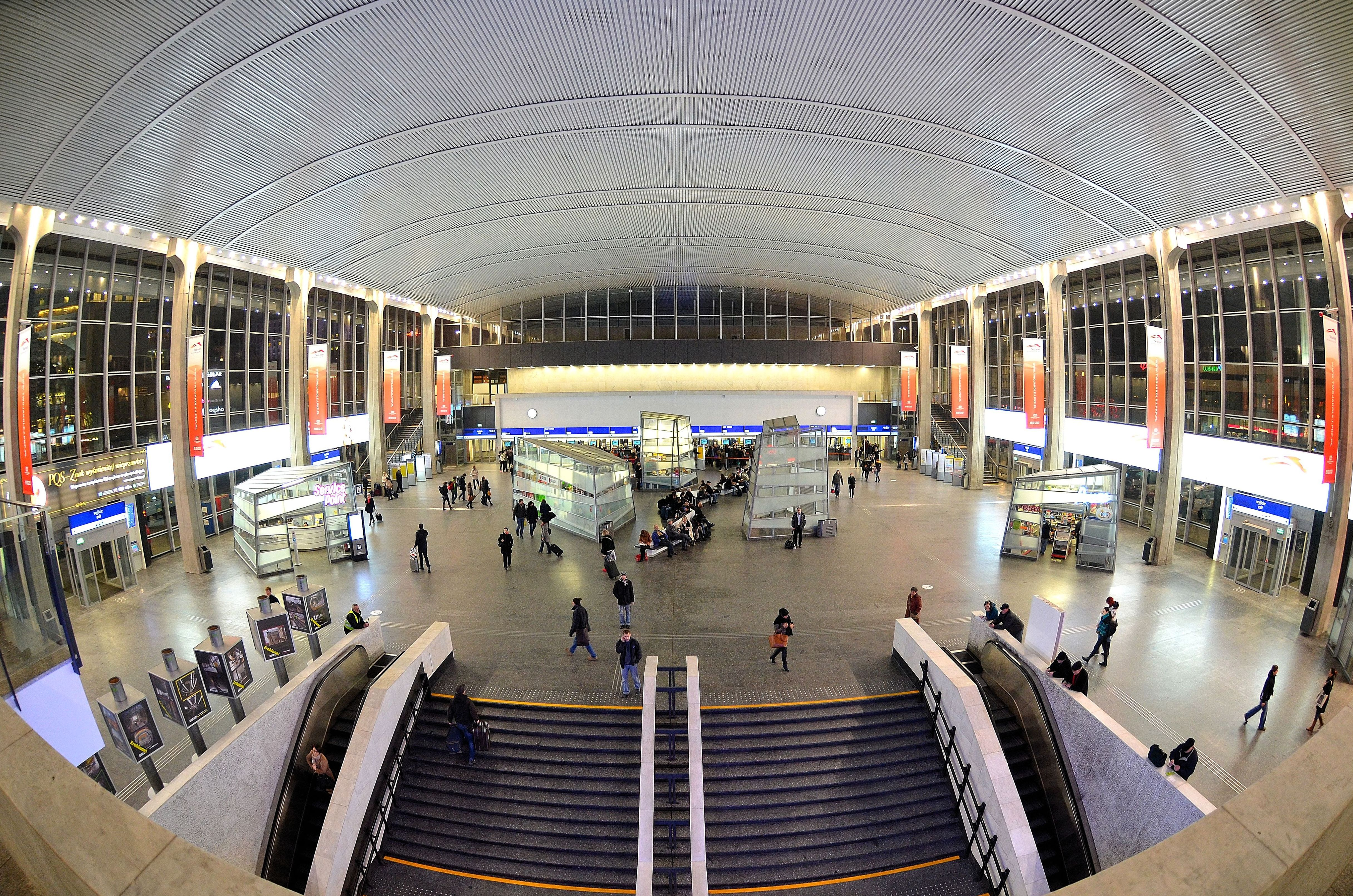